# Грибанов, Василий Фёдорович
Василий Фёдорович Грибанов — советский хозяйственный деятель, Герой Социалистического Труда.

## Биография
Родился в 1925 году на территории современной Калужской области. Член КПСС.
Окончил техникум железнодорожного транспорта.
В 1941—1945 — слесарь Перовского паровозоремонтного завода имени Кагановича, в 1945—1987 — мастер Перовского завода по ремонту электроподвижного состава Московского областного совнархоза / Московского локомотиворемонтного завода Министерства путей сообщения СССР.
Указом Президиума Верховного Совета СССР от 1 августа 1959 года присвоено звание Героя Социалистического Труда с вручением ордена Ленина и золотой медали «Серп и Молот».
Делегат XXII съезда КПСС.
Умер в 2003 году в Москве.

## Награды и звания
- Герой Социалистического Труда (01.08.1959)
- Орден Ленина (01.08.1959)